# گئورگ باغداساریان (مهندس مکانیک)
گئورگ یرواندی باغداساریان (ارمنی: Գևորգ Երվանդի Բաղդասարյան؛ زادهٔ ۲۶ ژانویهٔ ۱۹۳۶ - درگذشته ۵ نوامبر ۲۰۲۳) یک دانشمند در زمینه مکانیک تحلیلی اهل ارمنستان بود.

## زندگی‌نامه
در ۲۶ ژانویه ۱۹۳۶ در تساغکاهوویت به دنیا آمد و از دانشگاه دولتی ایروان فارغ‌التحصیل شد. وی از ۱۹۹۰ عضو مکاتبه‌ای فرهنگستان ملی علوم ارمنستان بود. وی همچنین برنده دانشمند شایسته جمهوری ارمنستان (۲۰۱۰)، مدال یادبود نخست‌وزیر ارمنستان (۲۰۱۲)، جایزه رئیس‌جمهور جمهوری ارمنستان (جایزه پوغوسیان) (۲۰۱۷) و مدال خاچاطور آبوویان (۲۰۱۰) شده است. وی در ۵ نوامبر ۲۰۲۳ در سن ۸۷ سالگی درگذشت.

## یادداشت
1. ↑  ֆիզիկամաթեմատիկական գիտությունների դոկտոր
2. ↑  ՀՊՄՀ «Խաչատուր Աբովյան», մեդալ